# Estadio Municipal 20 de Janeiro
El Estadio 20 de Janeiro es un recinto deportivo situado en la localidad de Vila do Maio de la isla de Maio, Cabo Verde. El campo fue construido en el año 2008, es de césped artificial y sus dimensiones son de 100 x 64 metros, el aforo es de 1 000 espectadores.